# Jean-Nicolas Pache
Jean-Nicolas Pache (Verdun, 5 de Maio de 1746 — Thin-le-Moutier, 18 de Novembro de 1823) foi um político francês, ativo durante a Revolução de 1789.

## Biografia
Filho de Nicolas Pache, originário de Oron, Suíça, que se instalou na Lorraine, onde se casou com Jeanne Lallemand. Pouco se sabe da infância de  Jean-Nicolas Pache, a não ser que seu pai serviu como guarda suíço da condessa de La Marck  (1730-1820) e como zelador do hôtel de Castries.
Sua família deveu sua ascensão social à proteção da condessa de La Mark. O marechal de Castries, íntimo de Madame de La Mark, interessou-se pelo jovem Pache e o levou, em 1774 para a Escola Real de Engenharia de Mézières. Nos anos 1770, Pache foi também preceptor dos filhos do marechal.
Quando Castries se tornou ministro da Marinha, ofereceu ao seu protegido o posto de primeiro secretário e distribuidor geral de víveres. A proteção de Charles Eugène Gabriel de La Croix de Castries devia-se, em grande medida, ao fato de que planejava promover o casamento do jovem Pache com sua filha Marie-Marguerite Valette (1746-1786), nascida de uma relação extraconjugal entre Castries e Marie-Anne Françoise de Noailles (1719-1793). De fato, Pache veio a casar-se com  Marie-Marguerite, mas deixou o cargo em 1784. O casal foi viver na Suíça, onde nasceram seus dois filhos. Porém, quando Marie-Marguerite faleceu, em 1786, Pache voltou à França.
Entre alguns dos seus contemporâneos, Pache era considerado um  personagem enigmátivo, influenciado pelas ideias de Jean-Jacques Rousseau, apreciador de flores, de música e um bom pai de família. Nada sugeria que ele pudesse se tornar um líder dos  hebertistas.
De volta a Paris no início da Revolução, assiste à pilhagem da residência de Castries, seu protetor, pela multidão.  Em janeiro de 1792, cria um dos clubes mais extremistas da cena revolucionária. No mesmo ano, consegue um posto no ministério do Interior. Sua capacidade de trabalho provoca a admiração de todos. Torna-se em seguida funcionário do ministério da Guerra e, em 3 de outubro de 1792, assume o ministério da Guerra. Porém deixaria o cargo já no ano seguinte, em 2 de fevereiro de 1793.
Embora ele próprio fosse um  girondino, despertara a hostilidade dos girondinos por sua incompetência e rompe com eles e se aproxima da Montanha. Foi apoiado, entretanto, por Marat e, quando Beurnonville toma seu lugar no ministério da Guerra, Pache, logo depois, em 11 de fevereiro de 1793, é eleito prefeito de Paris, obtendo 11.881 de um total de 15191 votos.  Nessa posição ele contribui com a queda dos girondinos.
Mas suas relações com Hébert, Chaumette e com os inimigos de Robespierre acabam por levá-lo à prisão, em 10 de Maio de 1794. Consegue salvar-se  graças à anistia concedida em 25 de Outubro de 1795.
Após trabalhar como comissário em hospitais civis de Paris, Pache retira-se da vida pública, em 1799. Morre em Thin-le-Moutier, em 18 de novembro de 1823.

## Citações
| “ | Liberté, Egalité, Fraternité | ” |